# Воронкин, Юрий Владимирович
Ю́рий Влади́мирович Воро́нкин (род. 18 мая 1979, Верхнестепной, Ставропольский край) — российский легкоатлет, специалист по метанию молота. Выступал за сборную России по лёгкой атлетике в 1998—2004 годах, серебряный призёр чемпионата мира среди юниоров, призёр первенств национального значения, участник летних Олимпийских игр в Афинах. Представлял Ставропольский край. Мастер спорта России международного класса.

## Биография
Юрий Воронкин родился 18 мая 1979 года в посёлке Верхнестепной Ставропольского края.
Занимался лёгкой атлетикой в Ставрополе, проходил подготовку под руководством тренера В. В. Королёва. Окончил Институт дружбы народов Кавказа.
Впервые заявил о себе на международном уровне в сезоне 1998 года, когда вошёл в состав российской национальной сборной и побывал на юниорском мировом первенстве в Анси, откуда привёз награду серебряного достоинства, выигранную в метании молота — с результатом в 69,66 метра уступил здесь только финну Олли-Пекка Карьялайнену.
В 2001 году стал шестым на молодёжном европейском первенстве в Амстердаме, метнув молот на 72,49 метра.
В июне 2003 года на соревнованиях в Туле установил свой личный рекорд в метании молота — 78,69 метра.
В 2004 году завоевал бронзовую медаль на зимнем чемпионате России по длинным метаниям в Адлере — в программе метания молота его обошли Илья Коновалов и Алексей Загорный. Благодаря череде удачных выступлений удостоился права защищать честь страны на летних Олимпийских играх в Афинах — на предварительном квалификационном этапе показал результат 73,47 метра и в финал не вышел.
Впоследствии оставался действующим спортсменом вплоть до 2007 года, но в последнее время уже не показывал сколько-нибудь значимых результатов на международной арене.
За выдающиеся спортивные достижения удостоен почётного звания «Мастер спорта России международного класса».